# Генріх Равас
Генріх Равас (словац. Henrich Ravas, нар. 16 серпня 1997, Сениця) — словацький футболіст, воротар польського клубу «Відзев».

## Клубна кар'єра
Народився 16 серпня 1997 року в місті Сениця. Вихованець юнацьких команд футбольних клубів «Сениця», «Спартак» (Миява), «Пітерборо Юнайтед» та «Дербі Каунті».
У дорослому футболі дебютував 2015 року виступами за команду «Бостон Юнайтед», у якій провів один сезон, взявши участь у 19 матчах чемпіонату. 
Своєю грою за цю команду привернув увагу представників тренерського штабу клубу «Дербі Каунті», до складу якого приєднався 2016 року. Відіграв за клуб з Дербі наступний сезон своєї ігрової кар'єри.
Згодом з 2017 по 2022 рік грав у складі команд «Гейнсборо Триніті», «Гартлпул Юнайтед» та «Сениця».
До складу клубу «Відзев» приєднався 2022 року. Станом на 24 вересня 2023 року відіграв за команду з Лодзя 52 матчі в національному чемпіонаті.

## Виступи за збірну
У 2022 році отримав виклик до національної збірної Словаччини.